# Зінь Михайло Олексійович
Д-р Миха́йло Олексі́йович Зінь (англ. Michael Zin; нар. 12 лютого 1928, с. Божиків, нині Тернопільського району Тернопільська область — 24 серпня 2006, м. Амгерстбурґ, Онтаріо, Канада) — канадський економіст українського походження, професор.

## Життєпис
Народився в родині Александра Зіня, божиківського війта й колишнього січового стрільця. У 1937 році з батьками виїхав до Канади. У 1954 році став організатором та першим президентом Українського студентського клубу Віндзорського університету. У 1955 році закінчив факультет бухгалтерії, фінансів та економіки Університету міста Віндзора (Канада), ступінь доктора філософії отримав у Мічиганському університеті у 1962 році. У 1979 році отримав найвищу відзнаку Всеканадської асоціації бухгалтерії (GGA Designation). З 1956 року працював в університеті Віндзора, спочатку лектором, потім професором-асистентом (1959–1962), асоційованим професором (1962–1966) та повним професором (1966-1993). У 1973–1981 роках був деканом економічного факультету. Михайло Зінь — перший український декан економічного факультету на Американському континенті. З 1993 року працює професором-емеритом. Окрім того працював візитуючим професором в університеті Вейн (м. Детройт) та університеті штату Мічиган.
Почесні відзнаки: 1973 р. — відзнака «лектор-король» факультету менеджменту Манітобського університету за артистизм викладання (північно-американська відзнака); 1984 — FCGA — почесне звання Генеральної асоціації бухгалтерії Канади.
Автор книг: один із чотирьох співавторів університетського підручника «Фундаментальні принципи бухгалтерії», яка витримала 8 видань (останнє у 1996 році), має понад 1400 сторінок; один із 4 співавторів університетського підручника «Принципи фінансової бухгалтерії», яка витримала 2 видання (останнє у 1993 році), 994 сторінки; один із трьох співавторів університетського підручника «Бухгалтерія. Проміжний курс», який витримав 8 видань (останнє у 1999 році), 1412 сторінок; співавтор франкомовного підручника «Основи порівняльного адміністрування та фінансів» (4 видання, останнє у 1986 році, 918 сторінок). У грудні 1992 року видавництво нагородило його спеціальною відзнакою з нагоди продажу мільйона примірників підручника «Фундаментальні принципи бухгалтерії».
Був президентом випускників Віндзорського університету, у 1983-84 рр. обирався головою «Ротарі-клубу» м. Віндзор. Уперше повернувся в Україну у 1993 році. Двічі брав участь у роботі літнього економічного семестру Львівського університету, присвяченого банківській справі, як візитуючий професор. У 1995 році супроводжував у подорожі по Україні канадську урядову місію, присвячену вивченню потреби в реформуванні нашого сільськогосподарського сектора та рекомендацій для канадського уряду стосовно економічної допомоги. Тоді ж у складі комісії відвідав Бережанський аграрний інститут. У 1996 році головував на канадсько-українському бізнес-семінарі з питань агропродуктової співпраці в Оттаві.